# WXV
Le WXV est une compétition internationale féminine de rugby à XV créée en mars 2021 par World Rugby. La première édition se tient en 2023. La compétition se joue chaque année en dehors des années de coupe du monde.

## Histoire
Dans le cadre d'une restructuration du calendrier international, et en vue de l'élargissement de la Coupe du monde à 16 équipes en 2025, World Rugby décide de lancer une compétition internationale annuelle, sur trois niveaux, et disputée de septembre à octobre lors des années sans Coupe du monde. L'investissement annoncé est de 7,5 millions d'euros.
À l'origine prévu pour 16 participants (en trois divisions, respectivement de 6, 6 et 4 équipes), le projet est finalement porté à 18 équipes.

## Format
La compétition est divisée en trois niveaux hiérarchiques fonctionnant sur le même format.

### WXV 1

Logo du WXV 1.

Le WXV 1 est disputé par six équipes réparties en deux poules pour un classement unique. Les équipes participantes sont les trois mieux classées du Six Nations, et les trois mieux classées de la Pacific Four Series. Les trois équipes du Six Nations affrontent les trois équipes de la Pacific Four Series pour un total de trois matchs pour chaque sélection.
Il n'y a pas de promotion/relégation.

### WXV 2

Logo du WXV 2.

Le WXV 2 a exactement le même fonctionnement que le niveau supérieur. Le mode de qualification est différent : deux places sont réservées à l'Europe (dont une place pour le 4e du Six Nations), une place revient à la nation moins bien classée de la Pacific Four Series. La première année, l'Afrique, l'Asie et l'Océanie ont une place chacune.
L'équipe qui finit sixième du WXV 2 voit la place réservée à son continent reléguée en WXV 3.

### WXV 3

Logo du WXV 3.

Le WXV 3 est identique et se tient lui aussi en un lieu unique. La première année, l'Europe dispose de deux places, une va à l'Asie, une à l'Afrique, une à l'Amérique du Sud et une à l'Océanie.
L'équipe qui remporte le WXV 3 promeut la place réservée à son continent en WXV 2. L'équipe qui termine à dernière place dispute un barrage de relégation contre la nation non qualifiée la mieux classée selon les critères de World Rugby.

## Palmarès
| Année | WXV 1                                       | WXV 2                                       | WXV 3                                       |
| ----- | ------------------------------------------- | ------------------------------------------- | ------------------------------------------- |
| 2023  | Angleterre                                  | Écosse                                      | Irlande                                     |
| 2024  | Angleterre                                  | Australie                                   | Espagne                                     |
| 2025  | Non disputé en raison de la Coupe du monde. | Non disputé en raison de la Coupe du monde. | Non disputé en raison de la Coupe du monde. |